# Det Bergenske Dampskibsselskab

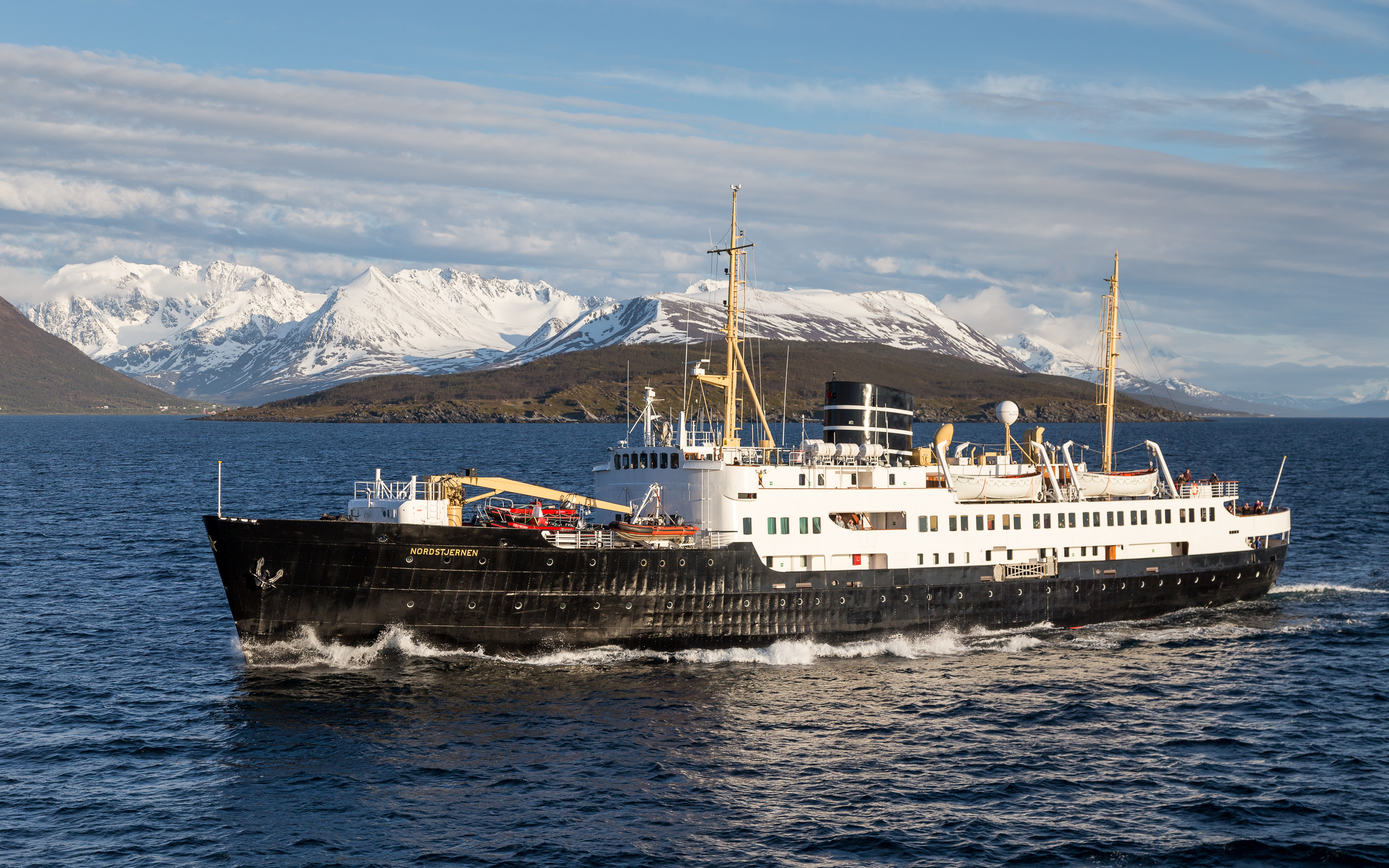
M/S Nordstjernan, i tjänst för Det Bergenske Dampskibsselskab på Hurtigruten 1956–1994

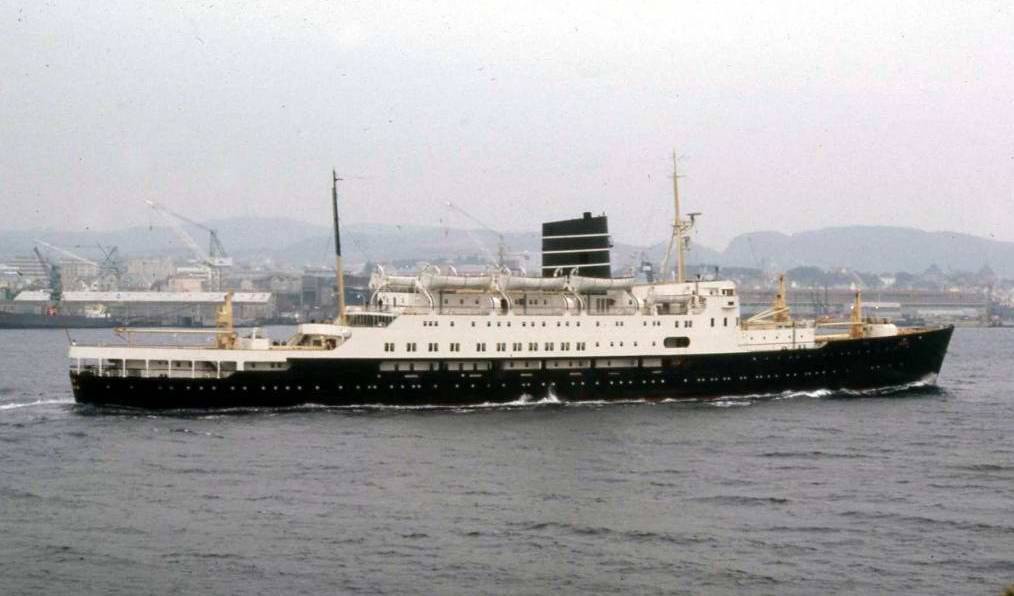
T/S Leda

Det Bergenske Dampskibsselskab (BDS) var ett norskt rederi med säte i Bergen, grundat 1851.
Bolagets passagerarfartyg uppehöll mestadels trafik mellan Storbritannien och Norge, medan lastfartygen mest höll trafik på Nord- och Sydamerika. Det Bergenske Dampskibsselskap såldes 1984 till rederiet Kosmos och såldes 1988 vidare till rederiet RoNoTro, som styckade upp bolaget.